# Козјак (тврђава)
Козјак је стара тврђава, удаљена свега 2 km северно од Рогачице. Данас има врло мало надземних остатака.